# Roblox
A Roblox online játékplatform és játékkészítő rendszer, amelyet a Roblox Corporation fejlesztett ki, és amely lehetővé teszi a felhasználók számára, hogy játékokat programozzanak és más felhasználók által készített játékokkal játsszanak. A David Baszucki és Erik Cassel által 2004-ben létrehozott és 2006-ban kiadott platformon a felhasználók által készített, több műfajú, Lua programozási nyelven kódolt játékok találhatók. A Roblox története nagy részében viszonylag kicsi volt, mind platformként, mind cégként. A 2010-es évek második felében kezdett gyorsan növekedni, amit a COVID-19 járvány felgyorsított.
A Roblox ingyenesen játszható, a játékon belüli vásárlások pedig a Robux nevű virtuális pénznemmel lehetségesek. 2020 augusztusában a Robloxnak több mint 164 millió havi aktív felhasználója volt, köztük a 16 év alatti amerikai gyerekek több mint fele. Bár a Roblox általában pozitív visszajelzéseket kapott a kritikusoktól, kifogások érték a moderálást, a mikrotranzakciókat és a gyerekeket kihasználó gyakorlatokat.

## Leírása

### Roblox Studio

A Roblox Studio logója

A Roblox lehetővé teszi a játékosok számára, hogy saját játékokat hozzanak létre a saját fejlesztésű motor, a Roblox Studio segítségével, amelyeket aztán más felhasználók is játszhatnak. A játékok (amelyeket a vállalat "élményeknek" nevez) egy Lua alapú, objektumorientált és nyílt forráskódú programozási nyelvvel készülnek, amely a Luau nevet viseli. A felhasználók egyszeri vásárlással, úgynevezett "játékbérletekkel", valamint többször megvásárolható mikrotranzakciókkal, úgynevezett "fejlesztői termékekkel" vagy "termékekkel" vásárolhatnak megvásárolható tartalmat. A Roblox Studio segítségével készült játékok többségét kiskorúak fejlesztik, és évente összesen 20 millió játékot készítenek vele.

### Tárgyak és pénzek

A "Robux" nevű virtuális pénznem logója

A Roblox lehetővé teszi a játékosok számára, hogy virtuális tárgyakat vásároljanak, adjanak el és hozzanak létre, amelyeket a platformon avatárként szolgáló virtuális karakterük díszítésére használhatnak. A ruhákat bárki megvásárolhatja, de csak a prémium tagsággal rendelkező játékosok adhatják el őket. Csak a Roblox adminisztrátorok adhatnak el tartozékokat, testrészeket, felszereléseket és csomagokat a hivatalos Roblox felhasználói fiók alatt; virtuális kalapokat és kiegészítőket is közzétehet néhány kiválasztott felhasználó, akik már dolgoztak a Roblox Corporationnel. Számos magánszemély főállásban tervez termékeket, a legjobban kereső alkotók évente több mint 100 ezer dollárt keresnek a termékek eladásából. A limitált kiadású tárgyak csak Roblox Prémium tagsággal rendelkező felhasználók között cserélhetők vagy adhatók el.
A Robux lehetővé teszi a játékosok számára, hogy különböző tárgyakat vásároljanak, és valódi valutával, a prémium tagsággal rendelkező tagoknak adott visszatérő ösztöndíjból, valamint más játékosoktól a Robloxban virtuális tartalmak előállításával és eladásával szerezhetők meg. 2016 előtt a Roblox-nak volt egy másik pénzneme, a Tix (a "Tickets" rövidítése), amely az év áprilisában megszűnt. A felhasználók által generált tartalmak eladásával szerzett Robuxokat a weboldal fejlesztői csere rendszeren keresztül valódi valutára lehet váltani. A Robux-szal kapcsolatos átverések jelentős része automatizált üzenetekből áll, amelyek átverő weboldalakkal, átverő játékokkal kapcsolatos, és amelyeket úgy terveztek, hogy úgy tűnjön, hogy ingyenes Robuxot adnak, és érvénytelen Robux-kódokat népszerűsítsenek.

### Események
A Roblox alkalmanként valós és virtuális eseményeket rendez. A múltban olyan eseményeknek adtak otthont, mint a BloxCon, amely a platform hétköznapi játékosai számára rendezett találkozó volt. A Roblox éves "Easter Egg" vadászatot tart és évente megrendezi a "Bloxy Awards" elnevezésű eseményt, egy díjátadó ünnepséget, amely egyben adománygyűjtésként is funkcionál. A Bloxy Awards 2020-as kiadása, amelyet a virtuális platformon tartottak, 600 000 nézőt vonzott. A Roblox Corporation évente megrendezi a Roblox Developers Conference-t, egy háromnapos, kizárólag meghívottaknak szóló eseményt San Franciscóban, ahol az oldal legjobb tartalomkészítői értesülnek a platform közelgő változásairól. A cég hasonló rendezvényeket szervezett Londonban és Amszterdamban.
A Roblox időnként részt vesz filmeket népszerűsítő eseményeken, például a Wonder Woman 1984 és az Aquaman népszerűsítésére szervezett eseményeken. 2020-ban a Roblox megrendezte első virtuális koncertjét, amelyet a Rolling Stone az amerikai rapper Travis Scott virtuális koncertjéhez hasonlított a Fortnite-ban, amelynek során Lil Nas X amerikai rapper bemutatta "Holiday" című dalát a Roblox-játékosokból álló közönségnek. 2021-ben Zara Larsson svéd énekesnő egy virtuális partin adott elő dalokat, hogy megünnepelje Poster Girl című albumának újrakiadását. 2021. szeptember 17-én került sor a Twenty One Pilots amerikai zenekar virtuális koncertjére. 2021 októberében a Roblox együttműködött a Chipotle Mexican Grill-lel, hogy a Chipotle's Halloween Boorito promóciójának részeként minden nap 1 millió dollár értékű burritót ajándékozzon az első 30 000 embernek.

## Története és fejlesztése
A Roblox béta verzióját a társalapítók, David Baszucki és Erik Cassel hozták létre 2004-ben DynaBlocks néven. Baszucki még abban az évben elkezdte tesztelni az első demókat. 2005-ben a cég nevét Robloxra változtatta, és hivatalosan 2006. szeptember 1-jén indult. 2007 márciusában a Roblox megfelelt a COPPA-nak a biztonságos csevegés hozzáadásával. Ez a változás korlátozta a 13 éven aluli felhasználók kommunikációs képességét azáltal, hogy egy menüből előre meghatározott üzeneteket választhatnak ki. Augusztusban a Roblox szerverfejlesztéseket alkalmazott, és kiadott egy prémium tagsági szolgáltatást, „Builders Club” néven. Ezt a fizetett tagsági funkciót 2019 szeptemberében Roblox Premium névre keresztelték.
2011 decemberében a Roblox megtartotta az első Hack Week-et, egy éves eseményt, ahol a Roblox fejlesztői a dobozon kívüli ötleteken dolgoznak, hogy új fejlesztéseket mutassanak be a vállalatnak. 2012. december 11-én megjelent a Roblox iOS-verziója, 2014. július 16-án pedig az Android-verzió. 2013. október 1-jén a Roblox kiadta fejlesztői csereprogramját, amely lehetővé teszi a fejlesztők számára, hogy a játékaikkal megkeresett Robuxot valós pénzre váltsák.
2015. május 31-én hozzáadták a „Smooth Terrain” nevű funkciót, amely növeli a terep grafikai hűségét, és a fizikai motort blokkorientált stílusról simábbra és valósághűbbre változtatta. November 20-án a Roblox elindult Xbox One-on, és a kezdeti 15 játékot a Roblox munkatársai választották ki. Az Xbox One-ra készült új Roblox-játékoknak jóváhagyási eljáráson kell keresztülmenniük, és az Entertainment Software Rating Board szabványai vonatkoznak rájuk.
2016 áprilisában a Roblox elindította a Roblox VR-t az Oculus Rift számára. A megjelenés időpontjában több mint tízmillió játék volt elérhető 3D-ben.  Körülbelül ugyanebben az időszakban a biztonságos csevegés funkciót eltávolították, és egy olyan rendszerrel váltották fel, amely egy engedélyezési listán alapul, amely a 13 év alatti felhasználók számára elfogadható szavakat tartalmaz, a többi felhasználó számára pedig egy feketelistán szereplő szavakat. Júniusban a cég piacra dobta a Windows 10-zel kompatibilis verziót. Míg a játékplatform 2004 óta van jelen a PC-n, amikor a webes verziót létrehozták, ez volt az első alkalom, hogy a Windowshoz épített önálló indítóval frissítették.
2017 folyamán a Roblox számos frissítést hajtott végre a szervertechnológiáján, mivel az addig használt technológia elavult volt, és gyakori kiesésekhez vezetett. Szintén 2017-ben a Roblox bezárta hivatalos fórumait. 2018 novemberében teljesen megszűnt az a lehetőség, hogy a játékosok "vendégként", fiók nélkül játszhassanak, amit az előző két évben fokozatosan korlátoztak. 2020 júliusában a Roblox bejelentette a "Party Place" létrehozását, amely egy online törzshelyként működik. A funkciót a 2020-as Bloxy Awards során használt új technológia felhasználásával hozták létre, és a COVID-19 járványra válaszul tervezték. A Roblox 2020. december 3-án kapta meg az engedélyt a kínai megjelenésre. 2021 októberében a Roblox az eddigi leghosszabb leállását élte át, a szolgáltatások három napig nem voltak elérhetők.
2022 júliusában egy ismeretlen hacker kiszivárogtatott egy 4 GB-os archívumot a platform alkotóival kapcsolatos belső dokumentumokból, köztük személyes adatokkal. A Roblox kijelentette: "...ezeket az ellopott dokumentumokat illegálisan szerezték meg egy zsarolási terv részeként, amellyel nem voltunk hajlandóak együttműködni".
2022 szeptemberében a Roblox Corporation bejelentette, hogy korhatár-besorolási rendszer bevezetését tervezi, amely lehetővé tenné az erőszak mérsékelt ábrázolását a 13 éves vagy annál idősebb felhasználók számára alkalmasnak jelölt világokban. A vállalat kijelentette, hogy növelni szeretné a platform vonzerejét a 17-24 éves fiatal felnőtt felhasználók körében, akikről azt állította, hogy a leggyorsabban növekvő korosztálya.

## Közösség és kultúra

### Aktivizmus
A Roblox felhasználói a rasszizmus elleni erőfeszítéseikről is ismertek, számos rendszeres felhasználó és a társalapító Baszucki kijelentette, hogy támogatja a George Floyd-tüntetéseket és a Black Lives Mattert. 2019 augusztusában az NBC News vizsgálata több mint 100, szélsőjobboldali és neonáci csoportokhoz kapcsolódó fiókot tárt fel. Miután az NBC megtalálta a fiókokat, a Roblox moderátorai eltávolították őket.

### A COVID-19 világjárvány hatásai
A COVID-19 járvány számos módon érintette a Robloxot. A világjárvány által bevezetett karantén miatt, amely korlátozta a társadalmi interakciókat, a Robloxot a gyerekek arra használták, hogy egymással kommunikáljanak. A kommunikáció e módszerének egyik legmegfigyelhetőbb módja a platformon tartott születésnapi partik jelensége. A COVID-19 jelentős növekedést okozott mind a platform bevételeiben, mind a játékosok számában, összhangban a játékipar többsége által tapasztalt hasonló hatásokkal, mivel a COVID-19 zárlatok miatt zárt térben maradni kényszerülő játékosok több időt töltöttek videojátékokkal.

### "Oof" hangeffektus
A megjelenéstől 2020 novemberéig a Roblox hangeffektusa a karakterek halálakor az "oof" hang volt, amely a mém státuszának köszönhetően a platform hírnevének jelentős részévé vált. A hangot eredetileg Tommy Tallarico videojáték-zeneszerző stúdiója készítette a 2000-es Messiah című videojátékhoz, aminek köszönhetően ő és a Roblox szerzői jogi vitába keveredett. A vita 2022-ben ért véget, amikor a Roblox levette a hangot a platformjáról, és egy új hangeffekttel helyettesítette.

## Játékvonalak
2017 januárjában a Jazwares játékgyártó cég partnerségre lépett a Roblox Corporationnel, hogy játék minifigurákat gyártson a platformon a fejlesztők által létrehozott, felhasználók által generált tartalmak alapján. A minifigurák végtagjai és ízületei hasonlóak a Lego minifigurákéhoz, bár körülbelül kétszer akkorák. A minifigurák végtagjai és tartozékai cserélhetők. A készletek tartalmaztak egy kódot, amellyel virtuális tárgyakat lehetett beváltani, valamint vakdobozokat, amelyek véletlenszerű minifigurákat tartalmaztak. 2019-ben a Roblox Corporation új játékvonalat adott ki, a "Roblox Desktop" sorozatot. 2021. április 13-án a Roblox a Hasbro-val együttműködve Roblox-témájú Nerf-fegyvereket és egy Roblox-témájú Monopoly-kiadást adott ki.

## Eredmények
- Inc. 5000 List of America's Fastest-Growing Private Companies (2016, 2017)
- San Mateo County Economic Development Association (SAMCEDA) Award of Excellence (2017)
- San Francisco Business Times' Tech & Innovation Award – Gaming/eSports (2017)

## Jegyzet
1. ↑  com.roblox.client, 2024. március 21.
2. ↑  431946152, 2024. március 28.
3. ↑  Levy, Ari. „While parents Zoom, their kids are flocking to an app called Roblox to hang out and play 3D games”, CNBC, 2020. április 8. (Hozzáférés: 2020. június 27.)
4. ↑  Morrison, Sherwood: How Roblox avoided the gaming graveyard and grew into a $2.5B company. TechCrunch, 2019. július 12. (Hozzáférés: 2020. augusztus 28.)
5. 1 2 3  Browning, Kellen. „You May Not Know This Pandemic Winner, but Your Tween Probably Does”, The New York Times, 2020. augusztus 16.. [2020. augusztus 16-i dátummal az eredetiből archiválva] (Hozzáférés: 2020. augusztus 17.)
6. ↑  Lyles, Taylor: Over half of US kids are playing Roblox, and it's about to host Fortnite-esque virtual parties too. The Verge, 2020. július 21. (Hozzáférés: 2020. július 23.)
7. ↑  Dredge, Stuart. „All you need to know about Roblox”, The Guardian, 2019. szeptember 29. (Hozzáférés: 2020. április 21.)
8. ↑  Shepherd, Harry: The best Roblox games. PCGamesN, 2018. augusztus 13. [2018. november 29-i dátummal az eredetiből archiválva]. (Hozzáférés: 2018. november 29.)
9. ↑  Vanbrocklin, Tyler: How to Learn Roblox and Roblox Studio. Game Development Envato Tuts+, 2012. december 26. [2014. március 9-i dátummal az eredetiből archiválva]. (Hozzáférés: 2020. június 7.)
10. ↑  Why is kids' video game Roblox worth $38 billion and what do parents need to know?. The Conversation, 2021. március 17. (Hozzáférés: 2021. március 28.)
11. ↑  Cao, Jing. „Roblox Unearths $92 Million to Challenge Microsoft's Minecraft”, Bloomberg News, 2017. március 14.. [2018. augusztus 21-i dátummal az eredetiből archiválva] (Hozzáférés: 2018. február 6.)
12. ↑  Dubit Guide to Roblox for Brands. DocSend pp. 5. Dubit Limited, 2020. (Hozzáférés: 2020. július 10.)
13. ↑  Phillips, Catherine: Roblox: Everything you need to know about the online game your children are obsessed with. Metro, 2017. július 17. [2018. november 29-i dátummal az eredetiből archiválva]. (Hozzáférés: 2018. február 6.)
14. ↑  Procter, Richard. „Roblox lets users build their own virtual world”, San Francisco Business Times, 2017. május 17.. [2018. november 29-i dátummal az eredetiből archiválva] (Hozzáférés: 2018. február 6.)
15. ↑  Paving the Road to a User-Generated Catalog (amerikai angol nyelven). Roblox Blog, 2019. augusztus 16. (Hozzáférés: 2020. június 4.)
16. ↑  coefficients: UGC Catalog is Now Live! (amerikai angol nyelven). Roblox Developer Forum, 2019. augusztus 15. (Hozzáférés: 2020. június 4.)
17. ↑  McDowell, Maghan: Digital fashion surges in a sales downturn. Vogue Business, 2020. április 14. (Hozzáférés: 2020. szeptember 1.)
18. ↑  Jagneaux, David: Roblox 101: Getting Started With Robux and The Builders Club. Geek.com, 2017. december 15. [2018. november 29-i dátummal az eredetiből archiválva]. (Hozzáférés: 2018. február 6.)
19. 1 2  Fennimore, Jack: Roblox: 5 Fast Facts You Need to Know. Heavy.com, 2017. július 12. [2018. november 29-i dátummal az eredetiből archiválva]. (Hozzáférés: 2018. november 29.)
20. ↑  Jagneaux, David: Roblox 101: How To Avoid Free Robux Scams. Geek.com, 2017. december 8. [2018. november 29-i dátummal az eredetiből archiválva]. (Hozzáférés: 2018. február 6.)
21. ↑  „The History Of Roblox : From 2004 Until Now”, TechStory, 2021. március 12. (Hozzáférés: 2021. március 13.)
22. ↑  Editorial Team: How to make money with DevEx on Roblox. Softonic, 2018. január 5. [2018. november 29-i dátummal az eredetiből archiválva]. (Hozzáférés: 2018. április 24.)
23. ↑  Han, Nydia. „Action News Troubleshooters: Spotting video game scams”, WPVI-TV, 2018. június 15.. [2021. január 27-i dátummal az eredetiből archiválva] (Hozzáférés: 2020. szeptember 4.)
24. ↑  Jagneaux, David. The Ultimate Roblox Book: An Unofficial Guide: Learn How to Build Your Own Worlds, Customize Your Games, and So Much More!. Simon & Schuster, 240. o. (2018. január 1.). ISBN 978-1507205334
25. ↑  Tomlinson, Gayle. „Roblox Easter Egg Hunt 2020 will make being in isolation the best thing this Easter”, The Canberra Times, 2020. április 8. (Hozzáférés: 2020. június 24.)
26. ↑  Takahashi, Dean: Roblox's in-game Bloxy Awards draw 600,000 spectators. VentureBeat, 2020. március 23. (Hozzáférés: 2020. július 21.)
27. ↑  Valentine, Rebekah: Roblox's continuing construction of a social, creative space. Gamasutra, 2020. június 4. (Hozzáférés: 2020. szeptember 18.)
28. ↑  Perez, Sarah: Roblox announces new game-creation tools and marketplace, $100M in 2019 developer revenue. TechCrunch, 2019. augusztus 13. (Hozzáférés: 2020. március 28.)
29. ↑  What is Roblox? History of Roblox - Robloxcode (amerikai angol nyelven), 2023. augusztus 24. (Hozzáférés: 2023. augusztus 24.)
30. ↑  Takahashi, Dean: Roblox teams with Warner Bros. and DC on Wonder Woman: The Themyscira Experience. VentureBeat, 2020. június 26. (Hozzáférés: 2020. június 26.)
31. ↑  Crecente, Brian. „How Warner Bros. Uses a Video Game to Fuel Interest in Its Movies”, Variety, 2018. december 21. (Hozzáférés: 2020. június 26.)
32. 1 2  Millman, Ethan. „Lil Nas X to Play Virtual Concert on Roblox”, Rolling Stone, 2020. november 10. (Hozzáférés: 2020. november 14.)
33. ↑  Perez, Sarah: Roblox to host its first virtual concert, featuring Lil Nas X (amerikai angol nyelven). TechCrunch, 2020. november 11. [2020. november 16-i dátummal az eredetiből archiválva]. (Hozzáférés: 2020. november 14.)
34. ↑  Rowley, Glenn. „Lil Nas X Will Debut New Single 'Holiday' During Virtual Roblox Concert”, Billboard, 2020. november 10. (Hozzáférés: 2020. november 14.)
35. ↑  „Roblox: Zara Larsson performing new album - and other virtual concerts”, 2021. május 21. (Hozzáférés: 2021. május 22.) (brit angol nyelvű)
36. ↑  Takahashi, Dean: Roblox will launch Twenty One Pilots virtual concert. VentureBeat, 2021. szeptember 8. (Hozzáférés: 2021. szeptember 9.)
37. ↑  Aswad, Jem: Twenty One Pilots to Stage Elaborate Roblox 'Concert Experience'. Variety, 2021. szeptember 8. (Hozzáférés: 2021. szeptember 9.)
38. ↑  CHIPOTLE Launches a Truly 'Virtual' Restaurant via Roblox. Restaurant Business Online, 2021. október 26.
39. 1 2 3 4  Baszucki, David: Introducing Our Next-Generation Logo. Roblox Blog, 2017. január 10. (Hozzáférés: 2020. július 16.)
40. 1 2  „New Roblox logo and tagline show the company is growing up”, PCGamesN, 2022. augusztus 30. (Hozzáférés: 2022. augusztus 31.)
41. ↑  Vashishtha, Yashica: David Baszucki : Founder of Roblox, the Biggest Video Game Building Platform (amerikai angol nyelven). Your Tech Story, 2019. július 24. (Hozzáférés: 2019. szeptember 2.)
42. 1 2  Hughes, Neil: How This User-Generated Video Game Is Leading The Way With Innovation and VR. Inc., 2016. július 15. [2018. november 29-i dátummal az eredetiből archiválva]. (Hozzáférés: 2017. január 10.)
43. ↑  Roblox Company Information. Roblox Support. (Hozzáférés: 2019. szeptember 9.)
44. ↑  Dickson, Jeremy: SuperAwesome and Roblox join forces on kid-safe advertising. Kidscreen, 2015. június 23. [2018. november 29-i dátummal az eredetiből archiválva]. (Hozzáférés: 2018. november 29.)
45. ↑  LaRouche, Brandon John. Basic ROBLOX Lua Programming. Double Trouble Studio, 237. o. (2012. március 31.). ISBN 978-0-9854513-0-1
46. ↑  coefficients: Roblox Premium is here! (amerikai angol nyelven). Roblox Developer Forum, 2019. szeptember 23. (Hozzáférés: 2019. szeptember 25.)
47. ↑  Milian, Mark. „Hackathons move beyond Silicon Valley”, San Francisco Chronicle, 2012. december 2.. [2018. november 29-i dátummal az eredetiből archiválva] (Hozzáférés: 2017. február 9.)
48. ↑  Chaykowski, Kathleen. „Lua language helps kids create software”, San Francisco Chronicle, 2012. augusztus 31.. [2018. november 29-i dátummal az eredetiből archiválva] (Hozzáférés: 2017. február 9.)
49. ↑  Grubb, Jeff: Block-builder Roblox goes mobile in time for the holidays. VentureBeat, 2012. december 12. [2018. november 29-i dátummal az eredetiből archiválva]. (Hozzáférés: 2018. november 29.)
50. ↑  Haak, Andrew: Roblox Arrives on Android. Roblox Blog, 2014. július 16. (Hozzáférés: 2020. június 26.)
51. ↑  Grubb, Jeff: Roblox is gaming's quiet giant – and it's only getting bigger. VentureBeat, 2014. június 6. [2018. november 29-i dátummal az eredetiből archiválva]. (Hozzáférés: 2018. április 24.)
52. ↑  Takahashi, Dean: Roblox user-generated world moves from blocky terrain to smooth 3D. VentureBeat, 2015. június 1. [2018. november 29-i dátummal az eredetiből archiválva]. (Hozzáférés: 2015. június 3.)
53. ↑  Grubb, Jeff: Roblox comes to Xbox One, joins Minecraft in the growing player-made content space on consoles. VentureBeat, 2015. szeptember 24. [2018. november 30-i dátummal az eredetiből archiválva]. (Hozzáférés: 2018. november 30.)
54. ↑  Grubb, Jeff: Roblox launches on Xbox One with 15 player-created games – watch us play them. VentureBeat, 2016. január 27. [2018. november 30-i dátummal az eredetiből archiválva]. (Hozzáférés: 2018. november 30.)
55. ↑  Gaudiosi, John: This Company Just Introduced 20 Million People to Oculus Rift. Fortune, 2016. április 15. [2018. november 30-i dátummal az eredetiből archiválva]. (Hozzáférés: 2016. december 13.)
56. ↑  Roblox. Office of the eSafety Commissioner. Government of Australia. [2018. november 30-i dátummal az eredetiből archiválva]. (Hozzáférés: 2016. december 13.)
57. ↑  Grubb, Jeff: After Xbox One success, Roblox now has a dedicated Windows 10 app. VentureBeat, 2016. június 10. [2018. november 30-i dátummal az eredetiből archiválva]. (Hozzáférés: 2018. november 30.)
58. ↑  Miller, Ron: How Roblox completely transformed its tech stack. TechCrunch, 2020. október 1. (Hozzáférés: 2020. október 14.)
59. ↑  Campbell, Kyle: Roblox is facing accusations of being unsafe for children (amerikai angol nyelven). For The Win, 2021. december 15. (Hozzáférés: 2021. december 19.)
60. ↑  Vaz, Christian: Roblox guest – what are guests and what happened to them. Pocket Tactics, 2020. november 3. (Hozzáférés: 2021. február 2.)
61. ↑  Perez, Sarah: Roblox launches Party Place, a private venue for virtual birthday parties and other meetups. TechCrunch, 2020. július 21. (Hozzáférés: 2020. július 21.)
62. ↑  Batchelor, James: Roblox cleared for launch in China. Games Industry. Gamer Network, 2020. december 3. (Hozzáférés: 2021. február 14.)
63. ↑  Plant, Logan. „Roblox's Servers Are Down And Fans Are Blaming Chipotle - IGN” (Hozzáférés: 2021. október 29.) (angol nyelvű)
64. ↑  Finnis, Alex. „Is Roblox down? Why the gaming platform isn't working today with thousands of users reporting login problems”, i, 2021. október 29.
65. ↑  Tom Warren: Roblox has been down for more than a day and it's not because of Chipotle. The Verge, 2021. október 30. (Hozzáférés: 2021. október 30.)
66. ↑  Hacker Posts Internal Roblox Employee Documents Online. Vice. Vice Media Group LLC, 2022. július 17. (Hozzáférés: 2022. július 18.)
67. ↑  „Roblox wants to advertise to gamers ages 13 and up in the metaverse”, The Washington Post  (Hozzáférés: 2022. szeptember 9.) (amerikai angol nyelvű)
68. ↑  Stevens, Barry: David Baszucki, founder and CEO of Roblox sends a heartfelt message in a recent blog post. Entertainment Focus, 2020. június 3. (Hozzáférés: 2020. június 26.)
69. ↑  Parker-Pope, Tara. „How to Raise an Anti-Racist Kid”, The New York Times, 2020. június 24.. [2021. január 27-i dátummal az eredetiből archiválva] (Hozzáférés: 2020. június 27.)
70. ↑  Farivar, Cyrus. „Extremists creep into Roblox, an online game popular with children”, NBC News, 2019. augusztus 22.. [2021. március 11-i dátummal az eredetiből archiválva] (Hozzáférés: 2020. augusztus 19.)
71. ↑  Takahashi, Dean: Roblox: How teens are using games to cope with the pandemic. VentureBeat, 2020. június 29. (Hozzáférés: 2020. július 4.)
72. ↑  Kharif, Olga. „Kids Flock to Roblox for Parties and Playdates During Lockdown”, 2020. április 15.. [2021. március 19-i dátummal az eredetiből archiválva] (Hozzáférés: 2020. július 4.)
73. ↑  Perez, Sarah: Creative ways to host a virtual birthday party for kids. TechCrunch, 2020. április 6. (Hozzáférés: 2020. július 4.)
74. ↑  Perez, Sarah: Global app revenue jumps to $50B in the first half of 2020, in part due to COVID-19 impacts. TechCrunch, 2020. július 1. (Hozzáférés: 2020. július 14.)
75. ↑  Hetfield, Malindy. Roblox is now the game of choice for over half of all US kids (2020. július 22.)
76. ↑  Beckheling, Imogen. „Roblox will soon charge for the memey "oof" death noise”, 2020. november 12. (Hozzáférés: 2020. november 14.)
77. ↑  „Roblox has removed its "oof" sound of death”, Eurogamer.net, 2022. július 27. (Hozzáférés: 2022. július 27.) (brit angol nyelvű)
78. ↑  Marshall, Cass: Say goodbye to Roblox's iconic 'oof' sound effect (amerikai angol nyelven). Polygon, 2022. július 27. (Hozzáférés: 2022. július 27.)
79. ↑  Taylor, Mollie: Oof, the iconic Roblox death noise has been replaced with a way uglier sound. PC Gamer, 2022. július 27. (Hozzáférés: 2022. július 27.)
80. ↑  Takahashi, Dean: Roblox launches toys based on its user-generated games. VentureBeat, 2017. január 10. [2018. november 30-i dátummal az eredetiből archiválva]. (Hozzáférés: 2017. november 7.)
81. ↑  Foster, Allan. „The best Roblox toy”, Chicago Tribune, 2020. április 23. (Hozzáférés: 2020. július 21.)
82. ↑  Fahey, Mike: Roblox Gets Into The Toy Business. Kotaku Australia, 2017. január 12. [2021. január 28-i dátummal az eredetiből archiválva]. (Hozzáférés: 2020. szeptember 3.)
83. ↑  Fennimore, Jack: Roblox Toys Wave 2 Hits Store Shelves This August. Heavy, 2017. augusztus 2. [2018. november 30-i dátummal az eredetiből archiválva]. (Hozzáférés: 2017. november 7.)
84. ↑  Robertson, Andy: Roblox Toys Come Of Age With Collectable Desktop Series. Forbes, 2019. február 19. (Hozzáférés: 2020. szeptember 3.)
85. ↑  „Roblox shares up after gaming platform partners with Hasbro for Monopoly and Nerf products”, CNBC, 2021. április 13. (Hozzáférés: 2021. április 13.)

## Fordítás
- Ez a szócikk részben vagy egészben  a   Roblox című angol Wikipédia-szócikk fordításán alapul.  Az eredeti cikk szerkesztőit annak laptörténete sorolja fel. Ez a jelzés csupán a megfogalmazás eredetét és a szerzői jogokat jelzi, nem szolgál a cikkben szereplő információk forrásmegjelöléseként.